# Escolástica Velasco-Calderón Pérez
Escolástica Velasco-Calderón Pérez (Guadamur, 1834 o 1835- Guadamur, 1 de febrero de 1907) fue una maestra española conocida por haber descubierto el primer lote del Tesoro de Guarrazar en 1858.

## Biografía
Nació en Guadamur en 1834 o 1835, hija de León Velasco-Calderón y María Pérez Rodríguez.
El 25 de agosto de 1858, tras examinarse en Toledo de su prueba final de Magisterio, consistente en la realización de un dechado, regresa a casa al atardecer acompañada de su madre, María Pérez, y el marido de esta, Francisco Morales. Durante el camino de vuelta, en el paraje conocido como «Huertas de Guarrazar» a las afueras de Guadamur (Toledo), Escolástica se percató de algo brillante a un lado del camino en lo que parecía una tumba de un antiguo cementerio. Movida por la curiosidad, desentierra junto a sus padres, entre barro y huesos, un rico conjunto de coronas, cadenas y cruces correspondientes al primer lote o depósito del posteriormente denominado Tesoro de Guarrazar. Al día siguiente, otro vecino del municipio, Domingo de la Cruz, al observar la tierra removida, realizó el descubrimiento del segundo y definitivo lote del Tesoro. Ambas familias esconderán celosamente en sus casas las piezas encontradas hasta ser finalmente vendidas o entregadas.
En particular, las joyas encontradas por Escolástica fueron en su mayoría desarticuladas por su padrastro, Francisco Morales, para vender en fragmentos a diferentes plateros toledanos. Las piezas restantes que no fueron empeñadas, serán adquiridas por Adolphe Herouart, profesor en Toledo y amigo de Morales, comprando incluso la parcela de tierra donde apareció el tesoro. Herouart vendió a su vez las joyas a un diamantista, José Navarro, quien recompuso algunas coronas, rescatando lo que aún no habían fundido los plateros de Toledo. En 1859, Navarro viaja a París y negocia la venta de las ocho coronas y seis cruces pendientes al Gobierno francés, que acabará exponiendo, primeramente, en el Museo del Louvre y, posteriormente, en el Museo de Cluny. Tras la publicación de la operación en la prensa francesa, la sorprendente noticia llegará a España, desatándose la intervención de la Comisión Provincial de Monumentos, primero, y la del Gobierno de España, después, con la consiguiente reclamación diplomática , investigación judicial  y excavaciones arqueológicas en el lugar. En 1941, resultado de las negociaciones entre el gobierno español y alemán, las piezas halladas por Escolástica y vendidas a Francia, volverán a España para acabar finalmente expuestas en el Museo Arqueológico Nacional, junto a las ya exhibidas en otras sedes, como el referido Museo de Cluny y la Galería de las Colecciones Reales.   
Tras el revuelo generado por la venta y fundición de las piezas, Escolástica trató de pasar desapercibida negando su implicación en los hechos y continuando su vida con normalidad. Pese a todo, en el pueblo acabaría siendo vox populi su participación en los acontecimientos. El historiador local, Pedro A. Alonso Revenga, apoyado en testimonios orales cercanos a la familia de la descubridora, revela que gracias a una parte del dinero obtenido por la venta de estas joyas, la joven se compraría un vestido de muy buena costura. Al mostrarse la joven con él durante las fiestas locales en honor a la Virgen de la Natividad, celebradas pocos días después de los hechos, unido al origen humilde de su propietaria, acabó despertando la atención de los vecinos. Casada con Andrés Sánchez García, por entonces secretario del Ayuntamiento de Guadamur, tuvo con él cuatro hijos: Emilia, Mauricio, Emiliano y Mariano. Ejerció como maestra en el municipio de Gerindote (Toledo) al que fue destinada. Tras su casamiento, trasladó de nuevo su residencia a Guadamur, abandonando el oficio para desempeñarse como ama de casa.
Fallece en su domicilio de Guadamur a causa de una infección gastrointestinal el 1 de febrero de 1907 a la edad de 72 años .